# Савчук, Андрей Иосифович
 Андре́й Ио́сифович Савчу́к  (16 марта 1922, Рославль, Смоленская губерния, РСФСР — 11 апреля 2004, Новоуральск, Свердловская область, Россия) — советский государственный деятель, доктор технических наук. Герой Социалистического Труда (1981). Лауреат Государственной (1954), Ленинской (1964) премий и Премии СМ СССР (1973). Директор Орденов Ленина и Октябрьской Революции Уральского электрохимического комбината МСМ СССР (1960—1987).

## Биография
Родился 16 марта 1922 года в городе Рославль Смоленской губернии. После окончания школы, с 1941 года работал токарем на Свердловском заводе № 46.
В 1948 году после окончания Уральского политехнического института, был назначен инженером на Комбинат № 813. До 1960 года занимал должности инженера-конструктора, начальника смены, заместителя начальника технологического цеха разделительного производства, заместителя начальника производства, начальника производства, начальника экспериментально-наладочного бюро и главного инженера — 1-го заместителя директора Уральского электрохимического комбината (Комбината № 813), который занимался обогащением урана.
С 1960 года Савчук был назначен директором Уральского электрохимического комбината. За время руководства Савчука комбинат награждался Памятным знаменем ЦК КПСС, Президиума Верховного Совета СССР и ВЦСПС. В 1971 году Указом Президиума Верховного Совета СССР комбинат был награждён орденом Октябрьской Революции.
В 1981 год у за заслуги перед государством в деле укрепления обороноспособности страны Андрею Иосифовичу Савчуку было присвоено звание Героя Социалистического Труда с вручением ордена Ленина и золотой медали «Серп и Молот».
В 1987 году Савчук ушёл на пенсию, жил в городе Новоуральске. Умер 11 февраля 2004 года. Похоронен на Новом кладбище посёлка Верх-Нейвинского.

## Память
- Имя А. И. Савчука носит одна из улиц города Новоуральска;
- В 1982 году ему было присвоено звание Почетный гражданин города Новоуральска — «За большой вклад в становление и развитие города»
- Памятник А. И. Савчуку установлен в Новоуральске при входе на Завод

## Награды
- Лауреат Премии Совета Министров СССР (1973 год);
- Лауреат Государственной премии СССР (1954 год);
- Лауреат Ленинской премии СССР (1964 год);
- Орден Знак Почета (1962 год);
- Три ордена Трудового Красного Знамени;
- Орден Октябрьской Революции;
- Три ордена Ленина;
- Звание Героя Социалистического Труда с Золотой медалью Серп и Молот (1981 год)
  - Медали.